# Margittay Gyula
Margittay Gyula, Martinschläger (Arad, 1878. szeptember 7. – Budapest, 1929. szeptember 17./Dunaföldvár, 1929. szeptember 21.) magyar filmszínész, a hazai némafilm sztárja.

## Életpályája
Fiatalon ismert vidéki színész volt. Az első világháború alatti években (1914–1918) a Star filmgyár szerződtette, később több más filmgyárnál is szerepelt. Mesterségét Rákosi Szidi színésziskolájának filmosztályán, valamit lakásán berendezett magániskolájában is tanította. Budapesten hivatalnokoskodott, vámügyi előadó volt haláláig. Pályája végén a Nemzeti Filmegyesület titkára volt.

### Munkássága
Hősszerelmes szerepeket játszott, majd rendezett is. Az elsők között volt, aki filmen szerepelt. A némafilmek egyik legismertebb jellemszínésze volt. Markáns egyénisége, kifejezésteljes játéka mindig hatásosan érvényesült a mozivásznon. Több mint 50 magyar filmben szerepelt.

## Halála
Amikor a magyar filmgyártás a nagy gazdasági világválság miatt teljesen leállt, reménykedve várta a helyzet megváltozását, később azonban súlyos anyagi gondjai lettek, meghasonlott önmagával és tragikus módon a Dunába vetette magát. Holttestét néhány nappal később Dunaföldvárnál találták meg.

## Családja
Szülei Margitay (Martinschläger) József és Udovits Evelin. Felesége Nagy Hermina volt, akivel 1905. július 29-én Budapesten kötött házasságot és akit az 1920-as évek közepén elhagyott, mert beleszeretett egyik tanítványába, Zsiga Irénbe.

## Filmjei
- Ágyú és harang (1915)
- Mire megvénülünk I.-II. (1916)
- A szerencse fia (1917)
- Fekete gyémántok I.-II. (1917)
- Vámpírhalál (1917)
- A szerelem bolondjai I.-II. (1917)
- Aphrodite (1918)
- Casanova (1918)
- A leányasszony (1918)
- Az összeesküvők (1918)
- A bosszú (1918)
- A bánya titka (1918)
- A lavina (1918)
- A rekvirált férj (1918)
- Anna Karenina (1918)
- Midás király (1919)
- A szív tévedései (1919)
- Éva (1919)
- Aphrodite leánya / Halcyone (1919)
- Úri banditák (1919)
- Isten hozzád szerelem! (1919)
- A mostoha (1919)
- Becstelenek (1919)
- 44 vagy 47 / Ámor (1919)
- A tizennegyedik I.-II. (1920)
- Játék a sorssal (1920)
- Nick Winter négy új kalandja (1920)
- Vörösbegy (1920)
- Gróf Mefisztó I.-II. (1920)
- Szentmihály (1920)
- Romok között
- Veszélyben a pokol (1921)
- Galathea / Vita nova (1921)
- Lavina (1921)
- Petőfi (1921)
- Fehér galambok fekete városban (1923)
- Az őrszem (1924)
- Pál utcai fiúk (1924)
- Tavasz a viharban (1929)